# Wolfgang Hamdorf
Wolfgang Martin Hamdorf (* 1962) ist ein deutscher Filmhistoriker und Journalist. Als freier Autor schreibt er für deutsche und spanische Medien, u. a. für Deutschlandradio Kultur und film-dienst.
Außerdem ist er als Programmberater für internationale Filmfestivals und kulturelle Einrichtungen tätig. Hamdorf lebt in Berlin und Madrid.

## Werke

### Autor
- 1992: Costa Blanca : praktischer Reisebegleiter für Bade- und Aktivurlaub, mit  Volker Bredenberg, Meyer-Reiseführer; Katzenelnbogen, ISBN 3-922057-47-0

### Herausgeber
- 2010: Fliegerträume und spanische Erde, Schüren, Marburg, ISBN 978-3-89472-682-9 (zusammen mit Clara Lopez Rubio)